# Parween Pazhwak
Parween Pazhwak (Kabul, 1967) es una artista de Afganistán, poeta y escritora moderna de la lengua persa.

## Biografía
Parween Pazhwak nació en una familia literaria y política, siendo su padre y su madre Ne'matulla Pazhwak y Afifah Pazhwak, respectivamente. Además es nieta de Abdul Rahman Pazhwak.
Fue a la escuela Malalai de enseñanza francesa y completó sus estudios de medicina en el Instituto Médico de Avicena en 1991. Aunque no pudo ejercer la medicina debido a la guerra en Afganistán. Su familia, como muchas otras, tuvo que abandonar su país en busca de seguridad. Después de la invasión de Afganistán por parte de la Unión Soviética, pasó dos años en Pakistán como refugiada en tránsito antes de mudarse a Canadá como solicitante de asilo. Actualmente, vive en Ontario junto con su familia. Es miembro de la Organización de Mujeres Afganas en el extranjero participando en proyectos de forma voluntaria. Parween Pazhwak considera que el mejor momento de su vida son sus días como estudiante y la vida en el exilio es uno de sus momentos más difíciles.

## Estilo artístico
Su padre y su hermana mayor eran buenos pintando y dibujando. Mientras estudiaba en el instituto médico Abu Ali Sina Balkhi de Kabul, puedo ayudar al dibujante afgano Hozhayeb Shinwary a realizar las primeras películas de animación del país, en Kabul. Este fue su primer acercamiento al arte en 1980, durante este tiempo de gobierno comunista los artistas eran libres para crear arte si no reflejaban los crímenes y la invasión del ejército rojo de la Unión Soviética. Durante el gobierno islámico de los muyahidines, 1992-96, y la época del gobierno talibán, 1996-2001, se prohibió a los artistas crear cualquier tipo de arte nuevo y no fue hasta la República Islámica cuando los artistas más jóvenes estuvieron representados.
Como escritora tiene la necesidad de ayudar a la gente y marcar la diferencia en sus vidas. Escribir libros y publicarlos es una parte esencial e importante para ella de la reconstrucción y rehabilitación de Afganistán. Especialmente cuando se dirigen a mujeres, la juventud y  menores porque esto supondrá un cambio en su pensamiento. Ha publicado cuatro libros en dari (farsi). Dos de poesía, una colección de cuentos y una novela. Ha escrito, traducido e ilustrado innumerables libros infantiles y sus libros han sido traducidos al inglés y al francés.
Entre los libros publicados más conocidos están River in Dew, Salam Marjan y Negina and the Stars.
En su libro Salam Marjan refleja la aspiración de una niña huérfana, sus aspiraciones y su energía y valentía para seguir viva. 

Salam Marjan, Capítulo 8:

"Oh... había pasado por el camino... había llegado a la cima de la montaña.  Cuanto más habían intentado matarme, yo había permanecido viva.  Cuanto más me habían cortado, había crecido..., cada vez que me habían roto, me había recuperado. Cuanto más habían forzado la infertilidad, me había vuelto fértil.

Oh... me creyeron... mi interior se había convertido en fuente de poder y creencia".

### Obras
Sus obras literarias incluyen poesía persa moderna, cuentos y pinturas para niños.Ha creado once obras de arte.
Dos de sus libros publicados más famosos son 
- Darya dar Shabnam ( Océanos en rocío )
- Negin-ha wa Setara-ha ( Gemas y estrellas ).

Un poema que habla sobre su vida leído en el Día Internacional de la Mujer en Suecia:

EL ÁRBOL Y YO 

Cuando era un niña
Mi padre plantó un árbol
En el patio sólo para mí.

El árbol era de almendra
Con hojas verdes
Con flores blancas
Como un símbolo de paz
Todo el día, toda la noche
Regué el árbol
Ella me dio la frescura
Queríamos ser para siempre
Amigas y juntas.

Pero un día mi Padre dijo:
"Debes decir adiós al árbol
Adiós al cielo
Adiós a los pájaros
Adiós al sol
Porque la guerra ha comenzado
No habrá más paz
No más diversión
Sólo el sonido del arma".

Me acerqué al árbol:
"No puedo volar".
El árbol no lloró
"No eres el único...
Pero debemos quedarnos con la tierra
Con nuestra propia tierra encantadora
Tú de corazón yo de mano".

Era tan tímida
Ella era tan alta

¿Qué pasó con mi árbol?
¿Con mi propio árbol de hermana pequeña?
¿Tal vez se quemó con una bomba?
¿Tal vez ella destruyó con un cohete?
Tal vez ella simplemente cortó en las piezas
¿Con un hacha de miedo?

Vete desesperanza
¡Vete oscuridad!

Estoy seguro de que mi árbol está sano y salvo
Sus hojas dan el oxígeno para el cielo humeante
Sus ramas dan dulces almendras
A los huérfanos hambrientos
Que intentan estar con la tierra
Con el corazón y con la mano.

Espero volver de nuevo
Y veré mi árbol

Crecer y ser libre.